# Taramis
Taramis war eine australische Metal-Band aus Melbourne, die im Jahr 1982 unter dem Namen Prowler gegründet wurde und sich Mitte der 1990er Jahre auflöste.

## Geschichte
Die Band wurde im Jahr 1982 unter dem Namen Prowler vom Gitarristen Craig Robertson, dem Bassisten Danny Komorr, dem Schlagzeuger Joe Cordina und dem Sänger Joel Southby gegründet. Die Band coverte anfangs Lieder von Iron Maiden, ehe Mick Cawthan als zweiter Gitarrist zur Band kam. Dieser verließ bereits 1983 die Band wieder, während die Band ihre ersten Auftritte spielte. Die Gruppe spielte hierbei nur Lieder von Iron Maiden und Black Sabbath. Da dies jedoch bei den Fans schlecht ankam, begann die Gruppe an eigenen Liedern zu arbeiten, die erstmals im Jahr 1985 auf dem Metal for Melbourne Festival gespielt wurden. Im Anschluss verließ Schlagzeuger Cordina die Band und wurde durch Dan Browne ersetzt. Daraufhin arbeitete die Band an ihrem Debütalbum; während dieser Phase benannte sie sich in Taramis um.
Im Jahr 1987 erschien das Debütalbum Queen of Thieves, wonach eine Tour durch Australien folgte. Zudem wurde das Album in den USA über Metal Blade Records wiederveröffentlicht. Bassist Komorr verließ währenddessen die Besetzung und wurde vorerst durch Andy Caveman ersetzt, der jedoch etwas später die Band ebenfalls verlassen sollte und durch Evan Harris ersetzt werden sollte. Mit der neuen Besetzung folgten weitere Auftritte, bevor Gitarrist Robertson, der für das Schreiben der meisten Lieder verantwortlich war, die Band verließ. Nach einiger Zeit stieß George Larin als passender Ersatz zur Besetzung. Danach schrieb die Band an neuem Material, das im Jahr 1991 in Form des Albums Stretch of Imagination erschien. Der Veröffentlichung schlossen sich Auftritte zusammen mit Sepultura und Ian Gillan an. Die Band arbeitete an einem weiteren Album, wobei die Band die Arbeiten jedoch nicht beenden konnte, da Sänger Southby nach Sydney zog und sich die Band Mitte der 1990er Jahre auflöste. Für einen einmaligen Auftritt Ende 1999 fand die Band wieder zusammen.

## Stil
Uwe Schnädelbach vom Metal Hammer ordnete in seiner Rezension zu Stretch of the Imagination die Musik dem Progressive Metal zu und zog Vergleiche zu Bands wie Gypsy Kyss, Psychotic Waltz, Battlefield und Hades. Zudem seien auch Einflüsse aus dem Power Metal hörbar. Der Gesang falle außerdem extrem hoch aus. thethrashmetalguide.com verglich den Gesang mit dem von Geoff Tate, wobei Tates Gesang noch höher ausfalle. Zudem wurden auch Thrash-Metal-Einflüsse herausgehört, wodurch thethrashmetalguide.com Parallelen zu Bands wie Watchtower und Realm erkannte.

## Diskografie
als Prowler
- 1984: Blood & Honour (Demo, Eigenveröffentlichung)

als Taramis
- 1987: Queen of Thieves (Album, Metal for Melbourne Records)
- 1988: Demo (Demo, Eigenveröffentlichung)
- 1991: Stretch of the Imagination (Album, Metal for Melbourne Records)